# بتيالة
بتيالة (بالبنجابية:پٹیالہ، بالإنجليزية:Patiala) هي مدينة تقع جنوب شرق ولاية البنجاب الواقعة في الجهة الشمالية الغربية من الهند. وتعتبر بتيالة رابع أكبر مدينة في تلك الولاية، كما أنها العاصمة الإدارية لمنطقة بتيالة. وتقع بتيالة حول القلعة المباركة (Qila Mubarak) المشهورة في البنجاب. وتأسست المدينة على يد المهراجا آلا سينغ الذي كان شيخ إحدى القبائل وهو الذي أسَّس السلالة الملكية في في ولاية بتيالة سنة 1763 حيث كانت إحدى الولايات الهندية التابعة للاحتلال البريطاني وقتها.
أما في الثقافة الشعبية فبقيت المدينة مشهورة بربطة العمامة التقليدية فيها، والباراندا(ربطة شعر متدلية خاصة بربط الجدائل)، والسروال النسائي الخاص ببتيالة، والجوتي(نوع من الأحذية).

## الجغرافيا
تقع بتيالة على إحداثيات 30°19′N 76°24′E / 30.32°N 76.40°E. وتمتلك المدينة معدل ارتفاع مقداره 250 مترًا(850 قدمًا). وخلال الوجود القصير للاتحاد ما بين ولاية بتيالة والولايات البنجابية الشرقية، كانت بتيالة عاصمة ذلك الاتحاد.

## التاريخ
كانت المدينة عبارة عن ولاية في باديء الأمر، حيث الولاية تأسست عام 1763 على يد المهراجا آلا سينغ شيخ عشيرة الزُّط السيخيين، وهو من أسس لبناء قلعة بتيالة المعروفة باسم القلعة المباركة التي تقع حول مدينة بتيالة الحالية. فبعد حرب باني بت الثالثة سنة 1761 التي هزمت فيها إمبراطورية مارثا على يد الإمبراطورية الدرانية، بدأت سلطة الدرانيين بالانتشار في البنجاب. وعند تلك النقطة بدأ حكام بتيالة باكتساب خصائص المَلَكيًّة. وقد شهدت ولاية بتيالة صراعات متعددة بين مجموعة من الإمبراطوريات وهي إمبراطورية مارثا والإمبراطورية الدارنية والإمبراطورية السيخية التي تقع في لاهور. وسنة 1808، تحالف الأمير الهندي في بتيالة مع البريطانيين ضد رانجيت سينغ زعيم الإمبراطورية السيخية في لاهور، بالتالي أصبحت بانتيالا إحدى المتعاونين في بناء الإمبراطورية البريطانية العظيمة في شبه القارة الهندية. وأصبحت بتيالة إحدى الولايات ذات الشأن والاحترام من قبل بريطانيا حيث كان البريطان يُحَيُّون زعماء بتيالة بِ17 طلقةً نارية في إطار عسكري. كما أن زعماء بتيالة مثل كرم سينغ، وناريندَر سينغ، واهيندرا سينغ، وراجينجدَر سينغ، وبيوبيندَر سينغ ويادفيندرا سينغ كلهم كانوا يُعامَلون باحترام ومهابة من قِبَل البريطانيين.

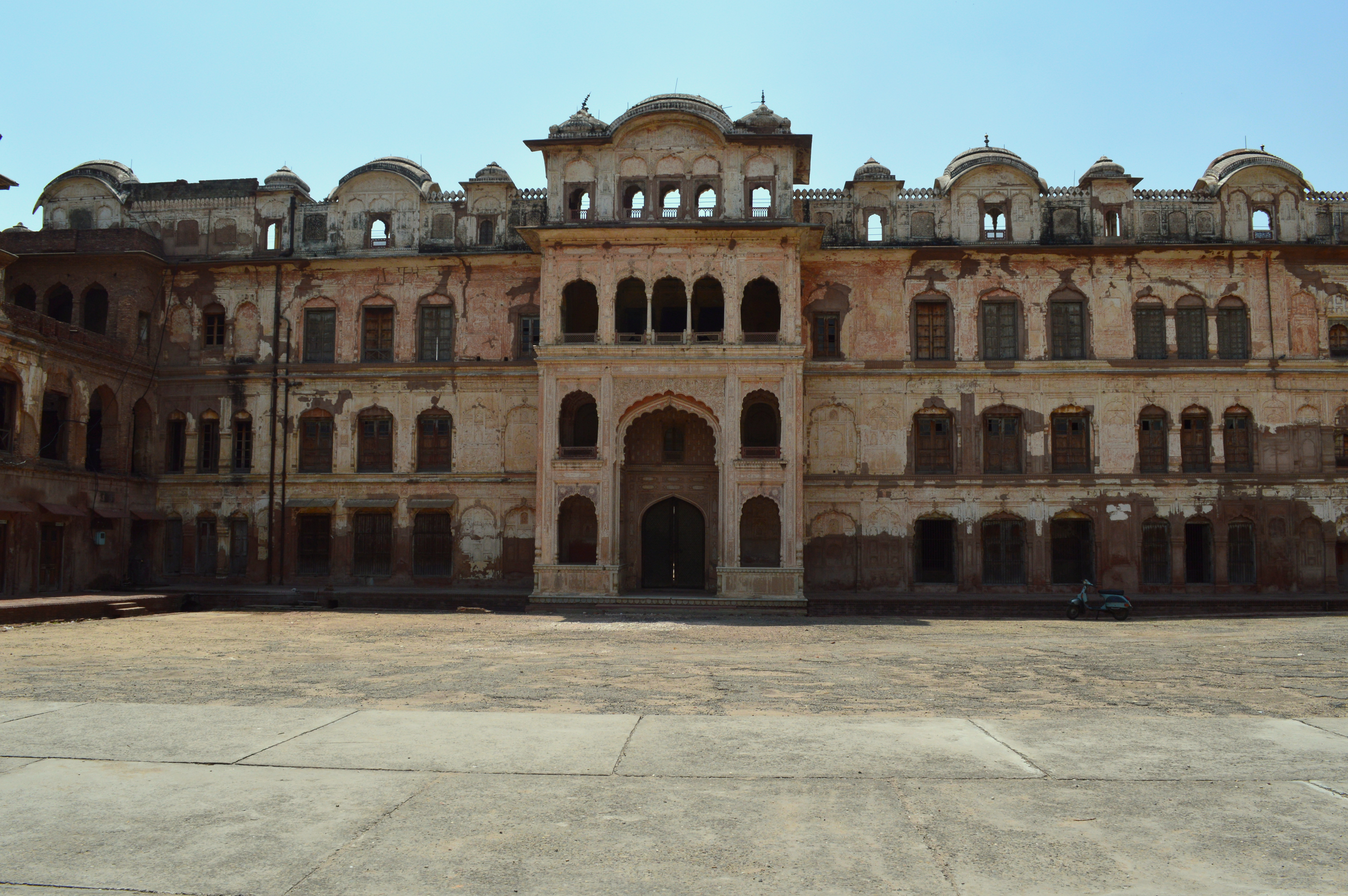
البوابة الدارشانية وهي البوابة الرئيسية لقلعة بتيالة(القلعة المباركة) التي بُنِيَت في القرن الثامن عشر. وقد بنيت المدينة حول هذه القلعة.

وتم تصميم وتطوير مدينة بتيالة وفق مخطط يجعلها متجانسة مع العمارة الخاصة بالمعابد الهندية، وكان أول من سكن المدينة هم الهندوس من مدينة سيرهيند الذين فتحوا محالَّهم خارج البوابة الدارشانية.
ويترأس القصر الملكي في العصر الحالي الكابتن اماريندر سينغ وهو أيضًا رئيس وزراء البنجاب. ويعتبر الملكيون أيقونات ثقافية وسياسية في شرق البنجاب.
وقام المهراجا كرم سينغ الذي حكم بين عامي 1813 و 1845 (خلال المملكة السيخية في بتيالة في البنجاب) بالانضمام إلى شركة شرق الهند البريطانية وساعد البريطانيين خلال حرب الأنجلو السيخ الأولى ضد الإمبراطورية السيخية الخاصة بالمهراجا رانجيت سينغ والتي كانت أكبر من إبراطورية كرم وكانت ممتدة من كشمير وتنطلق من البنجاب وصولًا إلى بيشاوَر قرب الحدود الأفغانية.

## المواقع السياحية

### معبَد شري كالي ديفي

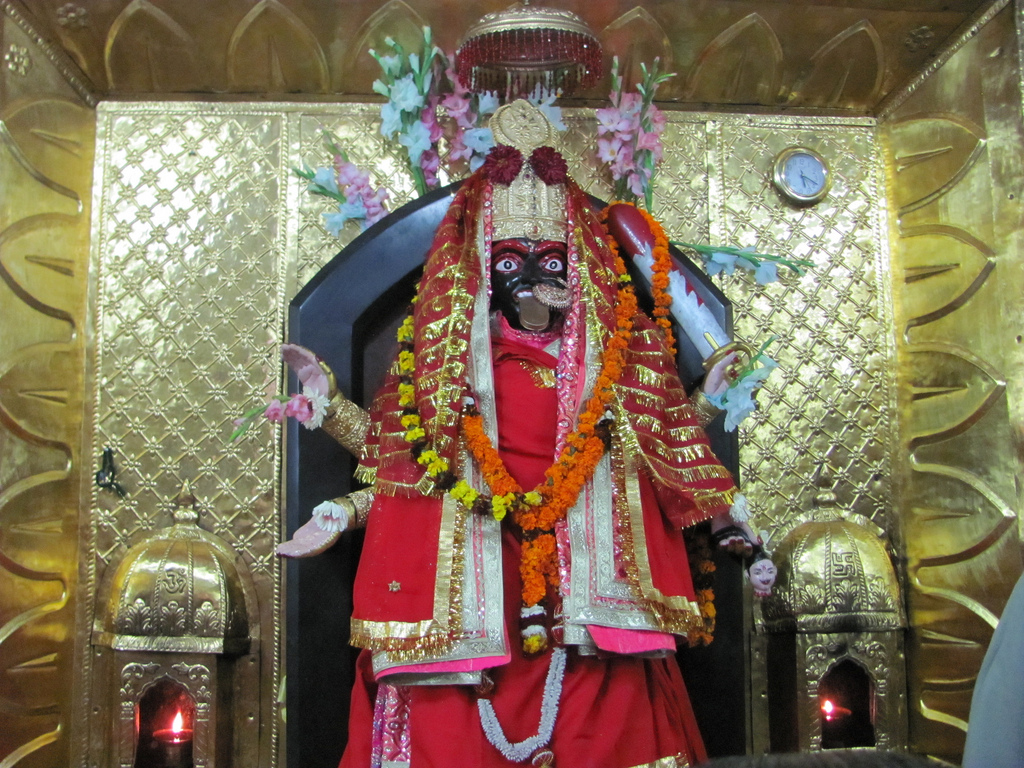
صورة للآلهة الهندوسية "ما كالي" داخل المعبد في بتيالة. وبني هذا المعبد سنة 1936 بأمر من المهراجا بوبيندَر سينغ الحاكم السيخي لبتيالة.

شري كالي ديفي(Shri Kali Devi Temple) هو معبد هندوسي مكرَّس لعبادة الآلهة «ما كالي». وبُنِيَ المعبد بأمر من الحاكم السيخي لولاية بتيالة البريطانية وهو المهراجا بوبيندَر سينغ الذي مؤَّل بناء هذا المعبد في عاصمته وقام بالإشراف على ذلك سنة 1936. وتقول الأساطير أن المهراجا بنى ذلك المعبد لمنع حدوث فيضان في الولاية وأنه كان يقدم القرابين للآلهة بشكل سنويّ. وكان بوبيندَر سينغ حاكم الولاية البريطانية في بتيالة بين سنتي 1900 و 1938. وأحضر بوبيندَر سينغ تمثالًا للآلهة كالي والآلهة باوان جيوتي من البنغال إلى بتيالة وكان طول كل تمثال يصل إلى 6 أقدام، وقدَّم أول القرابين إلى المعبد وقد كان القربان عبارة عن جاموس ماء. واعبر المعبَد من الآثار الوطنية في البنجاب، ذلك بفضل البناء الجميل الذي يتمتع به. وجذب هذا المعبد المعقد العديد من أتباع المعتقدات المختلفة بخاصة الهندوس والسيخ حيث يحضرون إليه من أماكن متفرقة. وتعتبر المنطقة تجمُّعًا للمعابد الدينية الخاصة بالهندوسية والسيخية، حيث يوجد معبد أقدم هو معبد الأميرة راج راجيشواري يقع في منتصف منطقة المعبد المذكور، حيث يقع مقابل حديقة باراداري على الطريق التجاري(Mall Road). ويقدم المتدينون العديد من القرابين للآلهة كالي مثل زيت الخردل، والعدس، والحلويات، وجوز الهند، والأساور، والماعز، والدجاج، والخمور. ويُقَدَّر متوسط عدد زجاجات الخمر التي يقدمها المتديِّنون من السيخ والهندوس بِ60000 زجاجة خلال عيد النافاراتي(10مدته أيام) فقط، وتذهب هذه الزجاجات إلى مكان مخصص لها داخل بناء المعبد.

### معبد دوك نيفاران صاحب السيخي

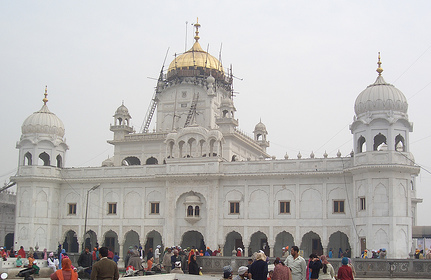
معبد دوك نيفاران صاحب السيخي في بتيالة

بالاعتماد على رواية متداولة بين الناس وتدعمها وثيقة قديمة مكتوبة بخط اليد محفوظة داخل المعبد، قام أحد الأشخاص يسمى باج رام زعيم قرية ليهال في بتيالة بانتظار زعيم الطائفة السيخية التاسع تيغ باهادور حتى انتهى من إقامته المؤقتة في مدينة سيف باد(الآن تسمى باهادورغار) وطلب منه القدوم وأخبره أنه سيكون مسرورًا إذا جاء إلى قريته ومباركتها فيستطيع سكانها التخلص من الوباء غير المعروف الذي كان سببًا في هلاكهم لكثير من الوقت. وفعلا زار الزعيم السيخي قرية ليهال في 24 يناير سنة 1672 وبقي تحت إحدى أشجار البانيان على ضفة إحدى البحيرات، وأصبح ذلك المكان الذي جلس فيه الزعيم السيخي تيغ باهادور معروفًا باسم «دوك نيفاران» التي تعني حرفيًّا مُبيد المُعَاناة. ويؤمن السيخيون المتدينون بالقدرات العلاجية للمياه المتصلة بذلك المكان المقدس. ولا يزال يُعْتَقَد أنه يمكن شفاء أي نوع من الأمراض بتلك المياه من خلال مجموعة من الطقوس التي يطبقها الذين يزعمون المعالجة هناك. ويقع المعبد قرب محطة الحافلات العمومية في بتيالة.

### معبد مُوتي باغ صاحب السيخي
يقع معبد مُوتي باغ صاحب السيخي في مدينة بتيالة. عندما بدأ زعيم الطائفة السيخية تيغ باهادور رحلته باتجاه دلهي، كان طريقه من خلال كيرابتور صاحب، وباراتغار صاحب، وروب ماكار، وكابولبور وغيرها من المناطق. وكان الراهب سيف علي خان أحد أكبر المتبعين لمنهج ذلك الزعيم، وليحقق الزعيم صاحب أمنية الراهب قام بزيارة منزله في مدينة سيف أباد(الآن تسمى باهادورغار)، وقام سيف علي خان بخدمته بكل إخلاص، وخلال النهار تعود الزعيم صاحب على الذهاب والتأمل في مكان ما داخل قلعة ويعود وقت الليل. ثم غادر الزعيم صاحب المدينة وذهب نحو سامانا، وأخذ القليل من الراحة هناك، ثم غادر منطلقًا نحو تشيكا فِيَا كارهالي في بالبيرا.

### قلعة باهادورغار
تقع قلعة باهادورغار على بعد 6 كيلومترات من مدينة بتيالة. وقد بنيت على الطريق الرابط بين بتيالة وتشانديغار. وقام ببناءها النائب المغولي سيف خان سنة 1658 حيث قام زعيم الطائفة السيخية تيغ باهادور بزيارته في تلك القلعة، وتم تجديد بناء القلعة على يد الحاكم السيخي المهراجا كارام سينغ سنة 1837. واستغرق البناء الكامل للقلعة 8 سنوات، وكلف ذلك البناء مليون روبية، وتغطي القلعة مساحة 2 كيلو متر مربع. ويحيط بالقلعة جِدَارَان مستديران بالإضافة إلى خندق. ويصل طول محيطها إلى 2 كيلو متر.
وقام المهراجا كرم سينغ بإعطاء القلعة اسمها(باهادورغار) وجاءت التسمية تشريفًا لزعيم الطائفة السيخية تيغ باهادور الذي بقي فيها ثلاثة أشهر وتسعة أيام قبل أن يغادرها إلى دلهي حيث أُعْدِم هناك على يد السلطان المغولي أورنكزيب عالم كير سنة 1675. وتتكون القلعة من معبد معبد سيخي تاريخي اسمه معبد باتشاي ناوفين. ويظهر هذا المعبد العمارة السيخية المتميزة. ويشرف على هذا المعبد لجنة بارانداك الخاصة بالمعابد الشيرومينية السيخية. ويزور الناس هذا المعبد خلال فترة عيد بايساخي في 13 إبريل من كل سنة.

### مجمَّع القلعة المباركة

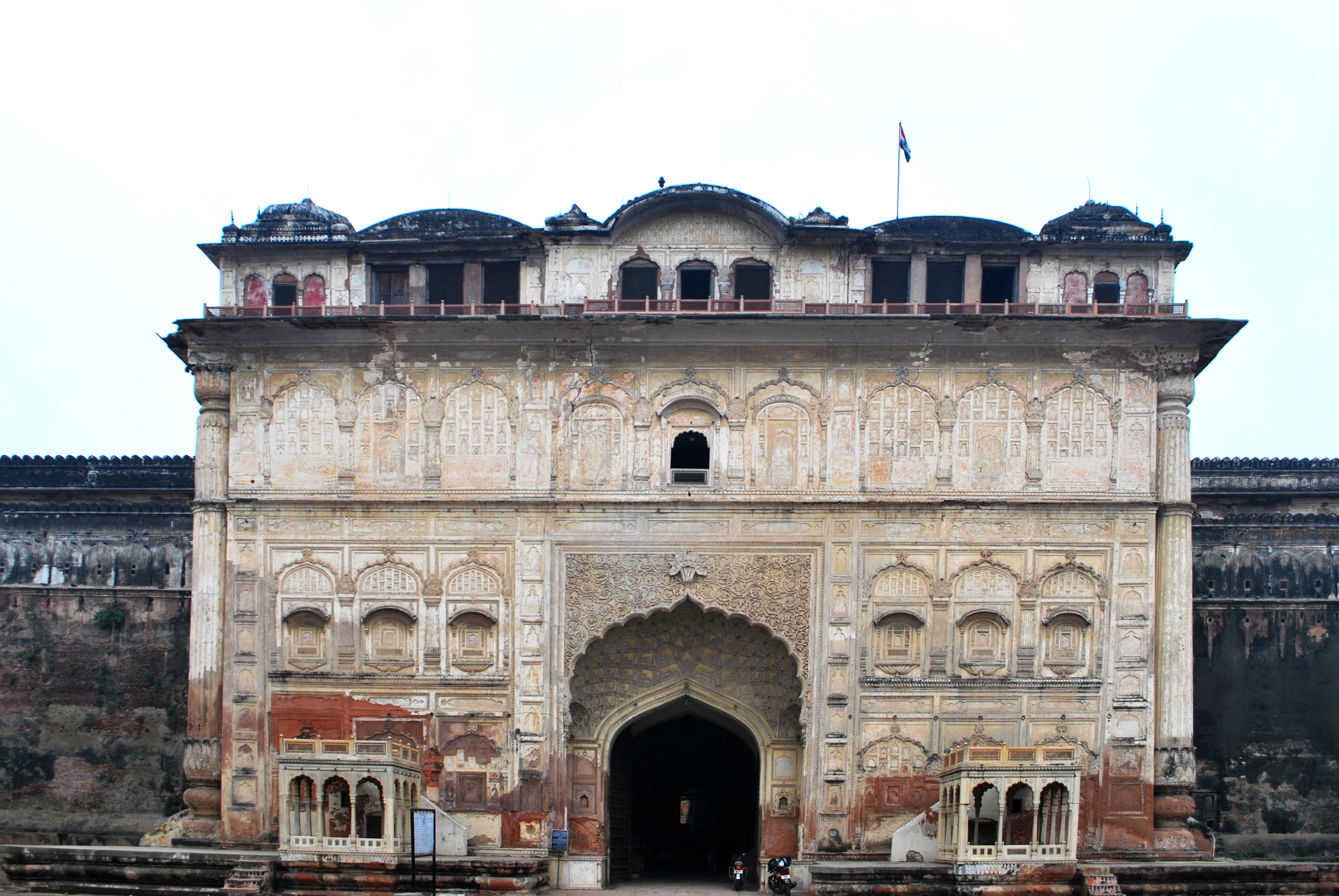
إحدى بوابات القلعة المباركة في بتيالة، وقد بنيت هذه القلعة في القرن الثامن عشر.

يقع مجمع القلعة المباركة على مساحة تصل إلى 10 فدَّان في قلب المدينة ويحتوي على القصر الرئيسي المسمَّى قلعة أندرون التي تعني القلعة الداخلية، كما يحتوي على دار الضيافة وقاعة داربَر، وإننا غالبًا حينما نذكر القلعة المباركة فإننا نذكر المجمع كاملًا أما القلعة فهي إحدى المباني الموجودة بداخله. أما خارج المجمع فتقع البوابة الدارشانية، ومعبد شيفا، وسوق البازار الذي يقع على الشوارع المحيطة بالقلعة وتُبَاع هناك الكثير من المجوهرات القيمة، والمنسوجات الملوَّنة يدوية الصنع، وأحذية الجوتي المشهورة في المنطقة.
وكانت القلعة مكان الإقامة الرئيس لملوك بتيالة حتى بناء قصر بوتي باغ القديم.
ويتم الدخول إلى القلعة من خلال بوابة فخمة. وتأخذ معمارية القصر أسلوب العمارة المتبع في أواخر العصر المغولي والراجاستاني. وتوجد داخل القلعة 10 ساحات على طول محور الشمال والجنوب. كل ساحة لها مساحة خاصة بها وميزات لها وحدها، بعضها له مساحة شاسعة، وبعضها صغير للغاية، ومنها ما يعتبر مجرد فراغات بين المباني. وبالرغم من أن قصر الأرندرون هو عبارة عن بناء واحد متصل، إلا أن الحديث الشائع أنه عبارة عن مجموعة من القصور، حيث أن كل مجموعة من الغرف تشكل تجمُّعًا حول إحدى الساحات، وهذه التجمعات يحمل كل واحد منها اسمًا، وهذه أسماؤها: توبخانا، والقلعة المباركة، وشيش محل، والخزينة، والسجن. عشرة من الغرف تم رسم لوحات جدارية جصِّيَّة على جدرانها، ومنها ما تمت زخرفته بشكل معقد بالمرايا والذهب.
وهناك جزء صغير من المجمع يحتوي على بناء بريطاني صغير تصحبه مجموعة من الأقواس القوطية، ومَوَاقد مصنوعة من الرخام، ومجموعة من الحمامات الداخلية التي تقع على السطع المغولي الراجاستاني.ويحتوي برج البابا آلا سينغ على خوانق دخانية لاستدامة اشعال النيران في المدافيء ذلك منذ عصر آلا سينغ، كما يوجد شعلة أحضرها معه من جوالاجي. ويتم ترتيب البرج كل سنة ليكون جاهزًا لإقامة المهرجان التراثي.

### شيش محل

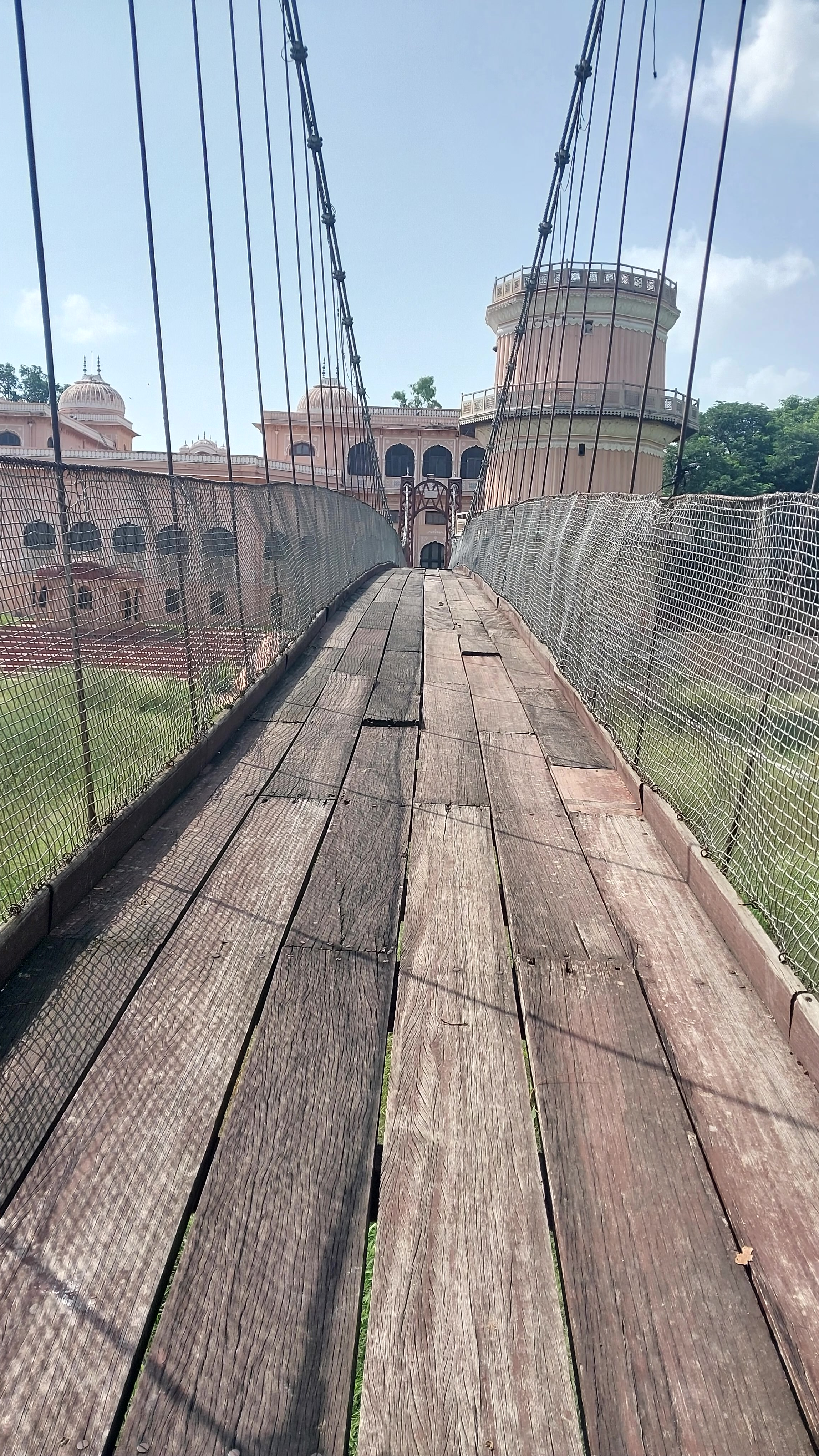
الجسر المعلق عند شيش محل في بتيالة

شيش محل هو جزء من قصر موتي باغ القديم المبني في القرن التاسع عشر على يد أحد المهراجا في المنطقة، وتعبير شيش محل يعني حرفيًّا قصر المرايا. ويحتوي هذا القصر على عدد كبير من اللوحات الجدارية معظمها مصنوع خلال حكم المهراجا ناريندَر سينغ. و مما يزيد من جمال القصر وجود بحيرة في الجهة الأمامية منه، كما أن هناك جسرًا يعبر هذه البحيرة يسمى لاكشام جولا، وهو يشكل جذبًا كبيرًا للسياح. كما يوجد هناك متحف يحتوي على أكبر مجموعة من الميداليات في العالم جمعها المهراجا بوبيندَر سينغ.
ولكن في الوقت الحاضر، فإن المتحف والبناء الرئيسي مغلقان في وجه السياح ذلك لغايات التجديد. ولكن على أية حال، فإن السياح لا يزال بمقدورهم الدخول إلى المباني والمناطق المجاورة للقصر على طول جسر لاكشام جولا.

### حدائق باراداري

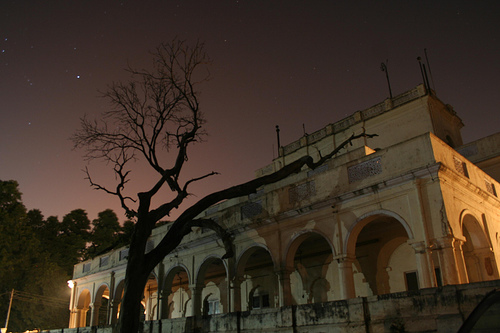
قصر راجينديرا كوثي في حدائق باراداري في باتيالي، وأصبحت هذه الحدائق الآن فندقًا تراثيًّا.

تقع حدائق باراداري ذات ال12 بوابة شمال مدينة بتيالة القديمة، تحديدًا عند بوابة شيرانوالا من الخارج. وتشكلت هذه الحدائق خلال فترة حكم المهراجا راجينديرا سينغ، وتحتوي الحدائق على مجموعة نباتية متنوعة من الأشجار النادرة والشجيرات والأزهار تنتشر كلها مع المباني الاستعمارية المثرة والتمثال الرُّخَامي للمهراجا راجينديرا سينغ. وبُنِيَت الحدائق لتكون مكان إقامة ملكي مع ملعب كريكيت وحلبة تزلج وقصر صغير يقع في قلب الحدائق يسمى راجينديرا كوثي. وتضم الحدائق متحفًا يحتوي المجموعات الخاصة بالمهراجا رانجيت سينغ.
وبعد القيام بعمليات ترميم واسعة تم افتتاح الحدائق وأصبحت فندقًا تراثيًا تديره مجموعة فنادق نيمرانا سنة 2009. ويعتبر الفندق التراثي الأول في البنجاب. وطهو يقع بالقرب من نادي الصحافة في بتيالة الذي تأسس سنة 2006 ويرأسه الآن بارفين كومال.

### المؤسسة الوطنية للرياضة

مؤسسة نيتاجي سوبهاس الوطنية للرياضة في بتيالة.

أُسِّسَت سنة 1961 وأعيدت تسميتها في يناير عام 1973 لتصبح تحت اسم مؤسسة نيتاجي سوبهاس الوطنية للرياضة. وتعتبر مؤسسة نيتاجي سوبهاس الوطنية للرياضة أكبر مؤسسة رياضية في آسيا وهي تقع في ولاية بتيالة البريطانية.
ووُضِعَت المؤسسة داخل قصر موتي باغ القديم الخاص بالعائلة الملكية لبتيالة في السابق، وتم شراء القصر من قبل الحكومة الهندية بعد استقلال الهند من بريطانيا. ويوجد داخل متحف المؤسسة الوطنية للرياضة العديد من التذكارات الرياضية مثل قرص تدريبي على شكل حلوى الدونات يصل وزنه إلى 95 كيلو غرامًا وكان قد استُخْدِم من قبل غلام محمد باكش أحد أشهر المصارعين الهنديين حيث كان يجثم على ذلك القرص، كما يحتوي المتحف على الميدالية الذهبية الخاصة بِديان تشاند في أولومبياد أمستردام سنة 1928، بالإضافة إلى أحذية بيتي يوشا اللاعبة الهندية الحاصلة على 4 ميداليات ذهبية في مهرجان الألعاب الآسيوي في سول سنة 1986، وغير ذلك من التذكارات الرياضية يوجد في متحف المؤسسة الوطنية للرياضة.

## التعليم

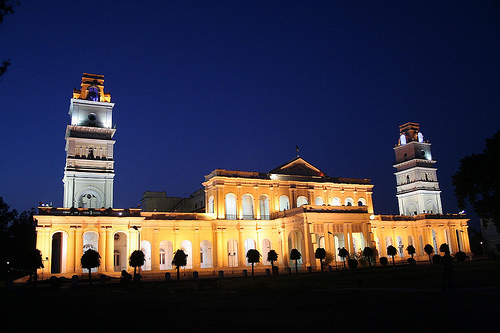
كلية موهيندرا في بتيالة.

منذ استقلال الهند عام 1947 برزت بتيالة كمركز رئيسي للتعليم في ولاية البنجاب. وتحتوي المدينة على مؤسسة ثبار للهندسة والتكنولوجيا، وجامعة ثبار لعلوم الإدارة، والجامعة البنجابية،, وكلية راجيف غاندي الوطنية للحقوق،  وكلية الجنرال شيفديف سينغ ديوان غورباتشان سينغ وهي كلية سيخية، وكلية موهيندرا، وكلية مولتاني مال مودي، ومستشفى راجيندرا، والكلية الطبية الحكومية، وكلية البروفيسور غروسواك سينغ الحكومية الخاصة بالتربية البدنية، والكلية الحكومية للإناث، وكلية بيكرام الحكومية للتجارة، والأخيرة تعتبر إحدى كليات التجارة الرئيسية شمال الهند.
وتعتبر مؤسسة نيتاجي سوبهاس الوطنية للرياضة في بتيالة إحدى المراكز الرياضية الرئيسية شمال الهند. كما تعتبر جامعة راجيف غاندي للحقوق أول جامعة وطنية للقانون تتأسس في المنطقة الشمالية تحت حكومة البنجاب سنة 2006.
وتحتوي مدينة بتيالا على العديد من صالات الألعاب الرياضية، يتضمن ذلك مجمع راجا باليندرا الرياضي، والمعروف أكثر باسم أرض بولو وهي تقع في منخفض شارع المركز التجاري(شارع المول)، كما يحتوي على ملعب رياضي رياضي. وتضم المنشآت الرياضية الأخرى ملعب يادافيندرا لألعاب اللياقة البدنية، وقاعة رينك للتَّزَلُّج، والمؤسسة الوطنية للرياضة في بتيالا.

## الملاعب والحدائق الرياضية
تعتبر بتيالة موطنًا لعدد كبير من الأفرقة الرياضية التي تمارس الألعاب في الملاعب المغلقة، حيث تأتي الأفرقة للتدريب في صالات المدينة الرياضية قبل البطولات. تمتلك المدينة صالات خاصة بالكريكيت، والسباحة، وإطلاق النار، والتزلج، والهوكي. وتمتلك المدينة ملاعبًا رياضيةً مثل ساحة دروف باندوف، وملعب راجا باليندَر، والمؤسسة الوطنية للرياضة.
يعتبر النادي فريد التصميم الخاص برياضة إطلاق النار آخر الإضافات لعالم الرياضة في بتيالة، واسمه نادي قصر موتي باغ الحديث للسلاح. وتم تمويل هذا النادي من قِبَل الأسرة الملكية في بتيالة، ويعتبر النادي موطنًا لهواة رياضة إطلاق النار الذي طالما يتوجهون نحوه للتدريب. وقام النادي مؤخرًا باستضافة بطولة آسيا الثانية لإطلاق النار.

## الحُكْم
تعتبر المؤسسة البلديَّة في بتيالة الجسد المحلي المسؤول عن الحكم وتطوير وإدارة المدينة. وتنقسم البلدية إلى أكثر من 50 دائرة رسمية تابعة لها. وتعتبر هئية التطوير في بتيالة وكالة مسؤولة عن التخطيط والتطوير الخاص بمنطقة المدينة الكبرى لبتيالة، وتقوم هذه الهيئة بمراجعة الخطط الرئيسية الخاصة ببتيالة والقوانين الداخلية للبناء. ويعتبر قسم تطوير بتيالة قسمًا خاصًّا في حكومة هذه المدينة، حيث تم تشكيله مؤخرًا للتكفل بالتطوير الشامل في المدينة.
وتتكون بتيالة من ثلاثة دوائر انتخابيَّة وهي: مدينة بتيالة، وريف بتيالة، وبلدة سانور.

## السكان
| النِّسَب الخاصة بالديانات في مدينة باتيالا | النِّسَب الخاصة بالديانات في مدينة باتيالا | النِّسَب الخاصة بالديانات في مدينة باتيالا | النِّسَب الخاصة بالديانات في مدينة باتيالا | النِّسَب الخاصة بالديانات في مدينة باتيالا |
| --------------------------------------- | --------------------------------------- | --------------------------------------- | --------------------------------------- | --------------------------------------- |
| الديانة                                 | الديانة                                 |                                         | النسبة                                  | النسبة                                  |
| الهندوسية                               | الهندوسية                               |                                         | 57.22%                                  | 57.22%                                  |
| السيخية                                 | السيخية                                 |                                         | 39.96%                                  | 39.96%                                  |
| آخرون                                   | آخرون                                   |                                         | 2.82%                                   | 2.82%                                   |

تسود الديانة الهندوسية في مدينة بتيالة، ثم تأتي بعدها الديانة السيخية. ويعتبر المسلمون والمسيحيون والبوذيون والجاينيون من الأقليات في المدينة.
وتظهر البيانات الخاصة بالتعداد السكاني لسنة 2011 أن سكان التجمع الحَضَرِي لبتيالة أي سكان المدينة والضواحي الممتدة منها بلغ 446,246 نسمة، بينما كان عدد السكان في بتيالة المدينة وحدها 406,192 نسمة. ويشكل الذكور ما نسبته 54% من السكان، بينما يشكل الإناث 46%. وتبلغ نسبة معدل السكان الذين يستطيعون الكتابة والقراءة 86%، وتتفوق هذه النسبة على نسبة معدل الهند كاملًا حيث تبلغ 64.9%. وتبلغ نسبة الأطفال تحت 5 سنوات 10%.

## الثقافة والتقاليد

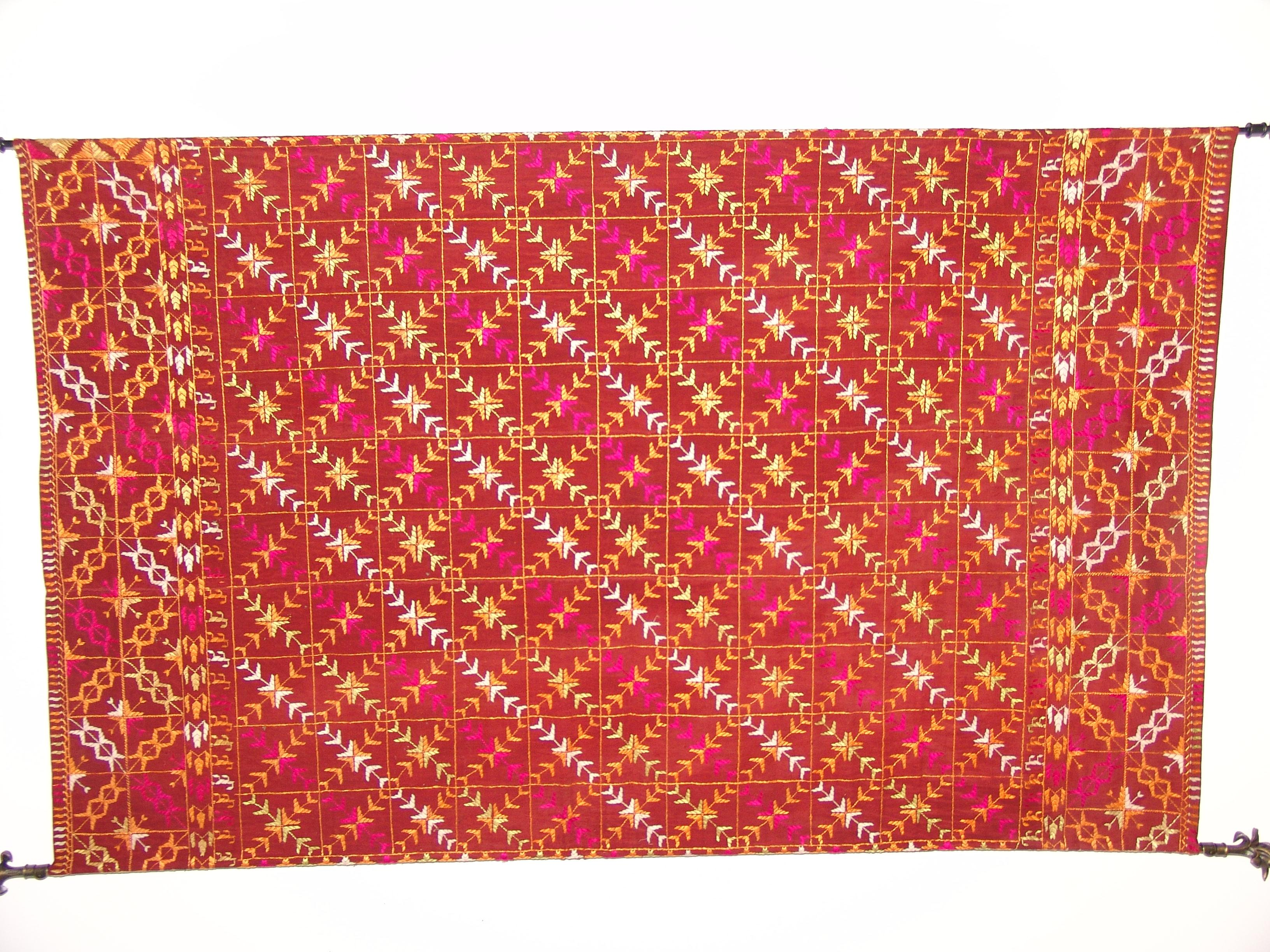
قماش من بتيالة مُطَرَّز على الطريقة الفولكارية الخاصة بمنطقة البنجاب

لقد أدى حكم بتيالة لمنطقة مالوا إلى العديد من الآثار وليس فقط الهيمنة السياسية. كانت بتيالة التوزيع المتساوي للأديان والثقافات المعيشية. فكانت في المقدمة على مستوى التعليم، حيث كانت بتيالة أول مدينة في هذا الجزء من البلاد يمتلك التعليم ما بعد المدرسة، حيث تأسست كلية موهيندرا سنة 1870.
وشهدت بتيالة ثورة في فن العمارة حيث امتلكت طرازًا عماريًا خاصًا بها، فقد أخذت من الطراز العماري الراجبوتي، فأخذت منه جماله وأناقته وعدلت عليه بحيث يصبح متوافقًا مع التقاليد المحلية.
وتحت الرعاية النشطة للأمراء في بتيالة، ظهر طراز موسيقي هندي متقن التأسيس سمي الغارانا الباتيالية، وحافظ هذا الطراز على وجوده حتى يومنا الحالي. وضمت هذه المدرسة الموسيقية العديد من الموسيقيين المشهورين الذين لجؤوا إلى بتيالة هربًا من الحكم المغولي في دلهي في القرن الثامن عشر. و مع نهاية ذلك القرن كان الأستاذ علي باكس أكثر من اشتهر بموسيقى الغارانا. و بعد ذلك جاء وَلَدَاه أختار حسين خان والأستاذ بيد غلام علي خان وحصلا على شهرة عالمية وحقَّقا مجدًا ينسب إلى موسيقى الغارانا الخاصة ببتيالة.
بعد تقسيم الهند البريطانية، أُجْبِر المسلمون على الهرب من مدينة «إن ماسيس» إلى باكستان، بينما هاجر العديد من السيخ والهندوس من باكستان وسكنوا في مدينة بتيالة ذات الخصائص المسلمة حيث فرغت المدينة بعد هجرتهم ولكن المعالم المسلمة بقيت فيها. بعدها قام أمير بتيالة المهراجا يادافيندرا سينغ وقد كان القائد الإداري لولايات بتيالة وشرق البنجاب المتحدة ساعتها، فقام الأمير مع زوجته ماهاراني موهيندَر كاور بتنظيم عدد كبير من المخيمات وعَمِلَا كثيرًا لمساعدة اللاجئين.

## إدارة المقاطعة
يقوم صابط ينتمي إلى خدمة الإدارة الهندية بتولي كافة مسؤوليات الإدارة العامة في كل مقاطعة من مقاطعات البنجاب، ويسمى هذا الضابطبالنائب المفوَّض. و يساعده مجموعة من الضباط التابعين للخدمة المدنية في البنجاب وغيرها من خدمات ولاية البنجاب.
و قد بنيت الأمانة العامة الجديدة التي تحتوي مكاتب كل هؤلاء الضباط على شارع نابها وقد أنجز البناء في وقت قياسي، ويعود الفضل في بناءها إلى مبادرة عضو البرلمان الخاص ببتيالة ومجلس الإدارة المحلي.
في الهند، يمتلك المفتش العام رتبة ذات نجمتين في خدمة الشرطة الهندية. أما الرتب التي تعلوه فهي المدير العام والمدير العام الإضافي في الشرطة. و في بتيالة يمتلك المفوضون المشتركون رتبة نائب مفتش عام والمفوضون الإضافيون فقط هم من يملكون رتبة المفتش العام.
و يقوم مراقب الشرطة الرئيسي- وهو ضابط يتبع خدمة الشرطة الهندية- بمسؤولية الحفاظ على القانون والنظام و المسائل المتعلقة بالمقاطعة. و يقوم بمساعدته مجموعة من الضباط من خدمة الشرطة البنجابية وغيرها من مؤسسات الشرطة في البنجاب.
و هناك أيضًا ضابط الغابة الجزئي الذي يتبع خدمة الغابات الهندية، وهو مسؤول عن إدارة الغابات، والترفيه، والحياة البرية في المقاطعة. و يساعده مجموعة من الضباط في خدمة الغابات البنجابية وغيرها من مؤسسات الغابات والحياة البرية في البنجاب.
و يتم الإشراف على التنمية القطاعية من قِبَل الضابط الرئيس المسؤول عن كل قطاع مثل الصحة، والتعليم، والزراعة، والحيوانات، والاقتصاد و غير ذلك. جميع هؤلاء الضباط يكونون من خدمات ولاية البنجاب.

## النقل
تمتلك بتيالة أحد أكبر الأرقام في معدل عدد المَرْكَبَات لكل فرد في الهند.
و تتصل بتيالة من خلال الطرق البرية بمجموعة من المدن مثل أمبالا، وتشانديغار، وأمريتسار، ودلهي و غيرها. بتيالة تمتلك اتصالًا قويًّا بمدن مثل لودهيانا وجالانداهار و أمريتسارعبر الطرق السريعة الوطنية الأولى عبر الطريق السريع رقم 8 للولاية الذي يصل إلى سيرهيند. و تمتلك اتصالًا قويًّا مع دلهي من خلال خطوط القطار. كما أن الطرق الوطنية السريعة رقم 64 تصل بتيالة بِراجبورا وزيراكبور(إحدى ضواحي تشانديغار). و تمتلك بتيالة محطة سكة حديد تحت قسم السكة الحديدية في أمبالا وكذلك يوجد هناك مطار اسمه مطار بتيالة وهو لا يعمل في الوقت الحالي. أما أقرب مطار طيران داخلي فهو مطار تشانديغار الذي يبعد مسافة 62 كيلو متر تقريبًا عن مدينة بتيالة.
و تتصل بتيالة عبر الطرق البرية بمعظم المدن الرئيسية.
المسافات بين المدن الرئيسية وبتيالة:
- أمبالا - 51 كيلو متر.
- زيراكبور - 58 كيلو متر.
- تشانديغار - 67 كيلو متر.
- لوديانا - 93 كيلو متر.
- جالانداهار- 155 كيلو متر.
- باثيندا - 156 كيلو متر.
- شيملا - 173 كيلو متر.
- دلهي - 233 كيلو متر.
- أمريتسار - 235 كيلو متر.
- جامو - 301 كيلو متر.
- جايبور - 454 كيلو متر.
- لكهنؤ - 669 كيلو متر.
- مومباي - 1627 كيلو متر.
- كلكتا - 1637 كيلو متر.
- تشيناي - 2390 كيلو متر.

## التسلية
تمتلك المدينة قاعات السينما التالية وهي قاعات لا تحتوي سور شاشة عرض واحدة: فول، ومالوا، وكابيتال. و هناك مركز تسوق(مول) محلي ومتعدد اسمه إس آر إس أو ماكس(SRS Omaxe).

## أشخاص معروفون
| الاسم                           | المهنة                                                                   |
| ------------------------------- | ------------------------------------------------------------------------ |
| ماهيندرا سينغ                   | أمير(مهراجا) لولاية بتيالة البريطانية                                    |
| راجيندر سينغ                    | أمير(مهراجا) لولاية بتيالة البريطانية                                    |
| بوبيندَر سينغ                    | جَدّ الكابتن أماريندَر سينغ، كما كان أميرًا(مهراجا) لولاية بتيالة البريطانية |
| موهيندَر كاور                    | ملكة بتيالة ووالدة الكابتن أماريندَر سينغ                                 |
| الكابتن أماريندَر سينغ           | رئيس الوزراء التاسع والعشرين للبنجاب                                     |
| برينيت كاور                     | وزير الخارجية أثناء فترة حكم رئيس المزراء مانموهان سينغ                  |
| بيبي أمتوس سلام                 | ناشط اجتماعي                                                             |
| باوان كومار بانسال              | عضو في البرلمان لأربعة مرات، ووزير في الاتحاد الهندي مرتين               |
| سورجيت سينغ راخرا               | عضو في المجلس التشريعي                                                   |
| داليب كاور تيوانا               | كاتبة بنجابية                                                            |
| دامانديب سينغ باغان             | ممثل اختصاصه الدبلجة                                                     |
| روبيندر سينغ                    | مساعد محرر في جريدة تشانديجار، وكاتب                                     |
| هاربال تيوانا                   | ممثل وكاتب و مخرج                                                        |
| أبيناف بيندرا                   | أول هندي يحصل على ميدالية ذهبية في الألعاب الأولمبية                     |
| جول باناج                       | ممثلة                                                                    |
| جوجو جيل                        | ممثل                                                                     |
| ساميكشا                         | ممثلة                                                                    |
| سميب كانغ                       | ممثل وكاتب و مخرج                                                        |
| رانيندر سينغ                    | رئيس جمعية السلاح الوطنية الهندية                                        |
| بوبيندر سينغ                    | مغني وموسيقي                                                             |
| مادان بوري                      | ممثل                                                                     |
| آرميش بوري                      | ممثل                                                                     |
| أوم بوري                        | ممثل                                                                     |
| بالراج بانديت                   | مخرج مسرحي وكاتب مسرحي                                                   |
| جيمي شيرجيل                     | ممثل                                                                     |
| فاواد خان                       | ممثل(هاجر والده خارج بتيالة)                                             |
| بينو ديلون                      | ممثل                                                                     |
| غوزلار إندر تشاهال              | ممثل ولاعب كريكيت                                                        |
| جافي تشاهال                     | ممثل                                                                     |
| راكيش شارما                     | أول رائد فضاء هندي                                                       |
| ساتويندر بيتي                   | مغني بنجابي                                                              |
| هارباجان مان                    | مغني وممثل بنجابي                                                        |
| ميكا سينغ                       | مغني وممثل بنجابي                                                        |
| ديلشاد خان                      | زوج السلطانة بارفين، وعضو في فرقة غارانا باتيالية، ومغني                 |
| فاتح علي خان                    | عضو في فرقة غارانا الباتيالية، ومغني                                     |
| حامد علي خان                    | عضو في فرقة غارانا الباتيالية، ومغني                                     |
| جاغديش براساد                   | عضو في فرقة غارانا الباتيالية، ومغني                                     |
| جوهر علي خان                    | عضو في فرقة غارانا الباتيالية، ومغني                                     |
| كاوشيكي تشاكرابوتري             | ابنة آجوي تشاكرابوتري، وعضوة في فرقة غارانا الباتيالية، ومغنية           |
| لاكاشمي شانكار                  | عضوة في فرقة غارانا الباتيالية، ومغنية                                   |
| موناور علي خان                  | ابن بيد غولام علي خان، وعضو في فرقة غارانا الباتيالية، ومغني             |
| نيرميلا ديفي                    | عضوة في فرقة غارانا الباتيالية، ومغنية                                   |
| بارفين سلطانة                   | عضوة في فرقة غارانا الباتيالية، ومغنية                                   |
| رازا علي خان                    | حفيد بيد غولام علي خان، وعضو في فرقة غارانا الباتيالية، ومغني            |
| سانجوكتا غوش                    | عضو في فرقة غارانا الباتيالية، ومغني                                     |
| شفاقات أمانت علي                | عضو في فرقة غارانا الباتيالية، ومغني                                     |
| محمد حسين ساراهانغ من أفغانستان | عضو في فرقة غارانا الباتيالية، ومغني                                     |
| دالر مهندي                      | مغني بنجابي                                                              |
| بامي باي                        | مغني بنجابي                                                              |
| مالكيت سينغ                     | مغني بنجابي                                                              |
| فينايبل بوتار                   | مغني بنجابي                                                              |
| نافجوت سينغ سيدهو               | لاعب كريكيت سابق، وممثل، ومعلق، وسياسي                                   |
| موهيندر أمارناث                 | لاعب كريكيت                                                              |
| سانديب شارما                    | لاعب كريكيت                                                              |
| سارابجيت لادا                   | لاعب كريكيت                                                              |
| أنمولبريت سينغ                  | لاعب كريكيت                                                              |
| رافي إندر سينغ                  | لاعب كريكيت                                                              |
| جيوانجوت سينغ                   | لاعب كريكيت                                                              |
| ديباك ذاكور                     | لاعب هوكي                                                                |
| هينا سيدهو                      | مطلقة نار                                                                |
| كمال خان                        | مغني                                                                     |
| نافيت كاور ديلهون               | سيدة الهند 2013                                                          |

## ضواحي على أطراف مدينة بتيالة
- نابها(تتبع المجلس البلدي لبتيالة) تبعد 25 كيلو متر عن بتيالة.
- رابجورا(تتبع المجلس البلدي لبتيالة) تبعد 27 كيلو متر عن بتيالة.
- سامانا (تتبع المجلس البلدي لبتيالة) تبعد 27 كيلو متر عن بتيالة.